# Байдал, Антон Александрович
Антон Александрович Байдал (укр. Антон Олександрович Байдал; род. 8 февраля 2000, Мариуполь, Донецкая область) — украинский футболист, полузащитник клуба «Ворскла».

## Клубная карьера
Воспитанник донецкого «Шахтера», за который до 2015 года выступал в ДЮФЛУ. С 2016 года в вышеуказанном турнире выступал также за «Азовсталь» (Мариуполь), «Скалу» (Стрый) и «Мариуполь».
В УПЛ за «приазовцев» дебютировал 25 августа 2019 года в проигранном (1:5) выездном матче 5-го тура против донецкого «Шахтера». Байдал вышел на поле на 72-й минуте, заменив Илью Путрю.